# Demi (album)
Demi è il quarto album in studio della cantante statunitense Demi Lovato, pubblicato il 14 maggio 2013 dalla Hollywood Records.
L'album è stato registrato tra il 2012, mentre la Lovato era giudice alla seconda edizione del talent show The X Factor, e il primo trimestre del 2013, e riesce a fondere numerosi stili musicali, tra cui il pop, il dance pop e il teen pop.
Al momento dell'uscita, Demi ha ricevuto recensioni generalmente favorevoli da parte dei critici musicali, che hanno lodato le performance vocali della Lovato. Demi ha debuttato al terzo posto nella Billboard 200 con una vendita pari a 110 000 copie, ed è diventato l'album con più vendite nella settimana di apertura di tutta la carriera della Lovato. L'album ha raggiunto i primi cinque posti, oltre che negli Stati Uniti d'America, in Canada, Irlanda, Italia, Messico, Norvegia e Spagna.
Il singolo apripista dall'album è stato Heart Attack, pubblicato il 24 febbraio 2013, a cui è seguito Made in the USA messo in commercio a partire dal 16 luglio 2013. Il terzo singolo estratto dall'album è stato Neon Lights, la cui uscita è avvenuta il 19 novembre 2013. Il 24 dicembre 2014 è invece uscito il videoclip del brano Nightingale.

## Descrizione

### Antefatti
Le sessioni di scrittura dei brani contenuti nell'album sono iniziate nel mese di aprile 2012, mentre la registrazione è iniziata verso la fine dell'anno mentre la stessa Lovato era giudice alla seconda edizione del talent show The X Factor. Secondo Demi Lovato, l'album sarà "fonte di ispirazione per ragazze in tutto il mondo che stanno attraversando gli stessi problemi che ho dovuto affrontare". La Lovato ha, inoltre, detto che sarà presente un sequel della canzone Skyscraper (contenuta nel precedente album). Dopo l'uscita dell'album, è stato rivelato che il brano in questione è Warrior.
"Sono incredibilmente orgogliosa di questo album", ha detto in una dichiarazione. "È meglio di qualsiasi cosa io abbia mai fatto! Ho sperimentato una varietà di suoni diversi. Sono così eccitata di avere la possibilità di farlo sentire a tutti".

### Stile e composizione
Demi Lovato definisce Demi come "cara vecchia musica pop americana", che è stata profondamente influenzata dal suo precedente singolo Give Your Heart a Break; si sentiva che il testo della canzone era "super orecchiabile" e piaceva molto ai fan, ed è per questo che l'ho voluto esplorare ulteriormente nell'album.

Quando le è stato chiesto quale messaggio volesse trasmettere con le canzoni contenute nell'album, la cantante ha dichiarato:
Demi Lovato ha, inoltre, rilevato che Warrior sia stata la canzone più difficile da scrivere.

### Promozione
Demi Lovato per promuovere il nuovo album è apparsa in televisione con varie interviste ed esibizioni, tra cui un concerto gratuito che ha tenuto a New York, trasmesso dall'emittente televisiva americana ABC. Lovato ha in seguito intrapreso un tour promozionale durante l'estate del 2013 che l'ha portata ad esibirsi nelle più importanti città americane, tra cui San Diego, Boston, Chicago, Los Angeles e Philadelphia, ed in due città europee: a Londra, Inghilterra il 31 maggio ed a Milano, Italia il 5 giugno.

## Tour
Ancor prima della pubblicazione dell'album, Demi Lovato aveva inizialmente considerato di non andare in tour, per dedicarsi a X Factor, ma in seguito venne annunciato che, al termine del programma, la cantante avrebbe sostenuto una serie di concerti a promozione dell'album. Il tour ha preso il nome di Neon Lights Tour, ispirato dall'omonimo terzo singolo estratto da Demi.
Il 5 ottobre 2013 vennero messi in vendita i biglietti per il tour che, composto di 29 concerti nel Nord America, partendo il 9 febbraio 2014, da Vancouver alla Rogers Arena, e finirà il 30 marzo 2014, a Indianapolis alla Bankers Life Fieldhouse, per poi successivamente spostarsi in Sud America, dal 25 aprile 2014 fino al 3 maggio 2014.
Poco dopo la fine del tour, la Lovato ne annunció un secondo, il Demi World Tour. Quest'ultimo, molto differente dal precedente poiché ha una durata maggiore e vede la cantante esibirsi in grandi arene, si suddivide in due parti: la prima consiste di 28 concerti nell'America del Nord tra settembre e ottobre 2014, mentre la seconda estende il tour in Oceania ed Asia con altri 11 spettacoli svolti durante la primavera dell'anno successivo, concludendosi in Ho Chi Minh davanti a 50.000 persone.

## Tracce
1. Heart Attack – 3:30 (Demi Lovato, Mitch Allan, Jason Evigan, Sean Douglas, Nikki Williams, Aaron Phillips)
2. Made in the USA – 3:16 (Demi Lovato, Jonas Jeberg, Jason Evigan, Corey Chorus, Blair Perkins)
3. Without the Love – 3:55 (Demi Lovato, Matt Souire, Ray Battle, Freddy Wexler)
4. Neon Lights – 3:53 (Demi Lovato, Mario Marchetti, Tiffany Carianyan, Ryan Tedder, Noel Zancanella)
5. Two Pieces – 4:25 (Livvi Franc, Mitch Allan, Jason Evigan)
6. Nightingale – 3:36 (Demi Lovato, Anne Preven, Matt Radosevich, Felicia Barton)
7. In Case – 3:34 (Emanuel Kiriakou, Priscilla Renea)
8. Really Don't Care (feat. Cher Lloyd) – 3:21 (Demi Lovato, Carl Falk, Rami Yacoub, Savan Kotecha, Cher Lloyd)
9. Fire Starter – 3:24 (Jarrad "Jaz" Rogers, Lindy Robbins, Julia Micheal)
10. Something That We're Not – 3:17 (Demi Lovato, Andrew Goldsten, Emanual Kiriakou, Savan Kotecha)
11. Never Been Hurt – 3:56 (Demi Lovato, Ali Tamposi, Jason Evigan, Jordan Johnson, Marcus Lomax, Stefan Johnson)
12. Shouldn't Come Back – 3:49 (Demi Lovato, Rami Yacoub, Carl Falck, Savan Kotecha)
13. Warrior – 3:51 (Demi Lovato, Andrew Goldstein, Emanual Kiriakou, Lindy Robbins)

Traccia bonus nell'edizione di Target
1. I Hate You, Don't Leave Me – 3:33 (Demi Lovato, Evan Bogart, Andrew Goldstein, Emanuel Kiriako)

## Successo commerciale

### Stati Uniti e Canada
Demi ha debuttato al terzo posto nella Billboard 200 con una vendita pari a 110 000 copie, ed è diventato l'album con più vendite nella settimana di apertura di tutta la carriera della Lovato. Fino al 16 gennaio 2014, Demi ha venduto 334 000 copie negli Stati Uniti, per poi raggiungere la certificazione di disco d'oro nel settembre dello stesso anno.
Demi è entrato nella Billboard Canadian Hot 100 direttamente alla prima posizione con un totale di 11 000 copie vendute, ed è diventato l'album con più vendite nella settimana di apertura di tutta la carriera della Lovato. Tutti i tre precedenti album della cantante hanno debuttato nei primi dieci posti, l'ultimo dei quali, Unbroken, aveva venduto 7 700 copie in una settimana.

### Resto del mondo
In Regno Unito, l'album ha debuttato in decima posizione nella Official Albums Chart, vendendo nella prima settimana circa 10 000 copie divenendo così il miglior debutto della cantante nel Paese.
Inoltre, l'album ha ottenuto un ottimo successo in Brasile, dove è stato certificato disco di diamante grazie alle 160 000 copie vendute. Si aggiudicò in aggiunta il platino sia in Malaysia, che in Indonesia.

## Classifiche

### Classifiche settimanali
| Classifica (2013) | Posizione massima |
| ----------------- | ----------------- |
| Australia         | 14                |
| Austria           | 38                |
| Belgio (Fiandre)  | 19                |
| Belgio (Vallonia) | 53                |
| Canada            | 1                 |
| Croazia           | 7                 |
| Danimarca         | 7                 |
| Finlandia         | 48                |
| Francia           | 89                |
| Germania          | 39                |
| Irlanda           | 5                 |
| Italia            | 4                 |
| Messico           | 2                 |
| Norvegia          | 4                 |
| Nuova Zelanda     | 7                 |
| Paesi Bassi       | 17                |
| Polonia           | 45                |
| Portogallo        | 15                |
| Regno Unito       | 10                |
| Repubblica Ceca   | 26                |
| Spagna            | 3                 |
| Stati Uniti       | 3                 |
| Svezia            | 36                |
| Svizzera          | 36                |

### Classifiche di fine anno
| Classifiche (2013) | Posizione |
| ------------------ | --------- |
| Belgio (Fiandre)   | 105       |
| Italia             | 97        |
| Stati Uniti        | 94        |